# Kalina (Sławoborze)
Kalina (deutsch Meierei) ist ein Wohnplatz bei Poradz (Petersfelde) in der Woiwodschaft Westpommern in Polen.

## Geographische Lage
Der Wohnplatz liegt in Hinterpommern etwa 30 Kilometer südlich von Kołobrzeg (Kolberg), etwa ein Kilometer östlich des Dorfes Poradz (Petersfelde). Im Nordosten liegt das Dorf Słowenkowo (Neugasthof), im Südosten das Dorf Stare Ślepce (Alt Schleps), im Südwesten der Wohnplatz Drzeń (Dryhn). 

## Geschichte
Der Wohnplatz bildete ursprünglich ein Vorwerk des Rittergutes in Rogzow, nach der Abteilung des bisherigen Vorwerks Neugasthof von Rogzow dann ein Vorwerk von Neugasthof. 
1884 erwarb der Pommersche Provinzialverein für Arbeiterkolonien den Betrieb und richtete hier eine Arbeiterkolonie als karitative Einrichtung ein. In der Arbeiterkolonie wurden Arbeitslose und ehemalige Strafgefangene an ein geordnetes Leben als Landarbeiter herangeführt. Hierzu bewirtschaftete die Kolonie einen Großbetrieb von 506 Hektar, davon 250 Hektar Ackerland. In dem südlich der Meierei gelegenen Drienbruch wurden die Kolonisten zur Moorkultivierung eingesetzt. Die Arbeiterkolonie bestand bis 1945.
Von 1899 bis 1928 bildete die Meierei einen eigenen Gutsbezirk. 1928 wurde der Gutsbezirk im Rahmen der Auflösung der Gutsbezirke in Preußen in die Landgemeinde Petersfelde eingegliedert. Die Meierei gehörte bis 1945 als Teil der Landgemeinde Petersfelde zum Kreis Kolberg-Körlin der Provinz Pommern. 
Nach dem Zweiten Weltkrieg kam die Meierei, wie ganz Hinterpommern, an Polen. Der Ort erhielt den polnischen Namen Kalina.  

## Entwicklung der Einwohnerzahlen
- 1816: 018[1]
- 1864: 034[1]
- 1871: 068[1]
- 1885: 192[1]
- 1895: 171[1]
- 1905: 130[1]
- 1925: 082[1]

## Verwaltungsstruktur
Kalina liegt in der Gmina Sławoborze (Landgemeinde Stolzenberg) im Powiat Świdwiński (Schivelbeiner Kreis) der polnischen Woiwodschaft Westpommern. 